# Psychotria gilletii
Psychotria gilletii är en måreväxtart som beskrevs av De Wild.. Psychotria gilletii ingår i släktet Psychotria och familjen måreväxter. Inga underarter finns listade i Catalogue of Life.